# Carlo di Lannoy
Carlo di Lannoy (Valenciennes, 1487 – Gaeta, 23 settembre 1527) fu un militare e statista dei Paesi Bassi in servizio presso gli imperatori d'Asburgo Massimiliano I e Carlo V.
Fu viceré del Regno di Napoli dal 16 luglio 1522 al 20 ottobre 1523 e primo principe di Sulmona.

## Biografia

### Giovinezza e carriera militare
Figlio minore di Giovanni de Lannoy, signore di Mongoval e di Philippotte de Lalaing, prese servizio presso l'imperatore Massimiliano distinguendosi per il suo coraggio e le sue doti di condottiero.
Nel 1515 fu nominato membro del consiglio di Carlo di Borgogna (il futuro Carlo V) mentre l'anno seguente divenne Cavaliere dell'Ordine del Toson d'oro e nel 1521 governatore di Tournai.
Fu il comandante in capo delle armate imperiali dopo la morte di Prospero Colonna, avvenuta nel 1523.

### Viceré di Napoli

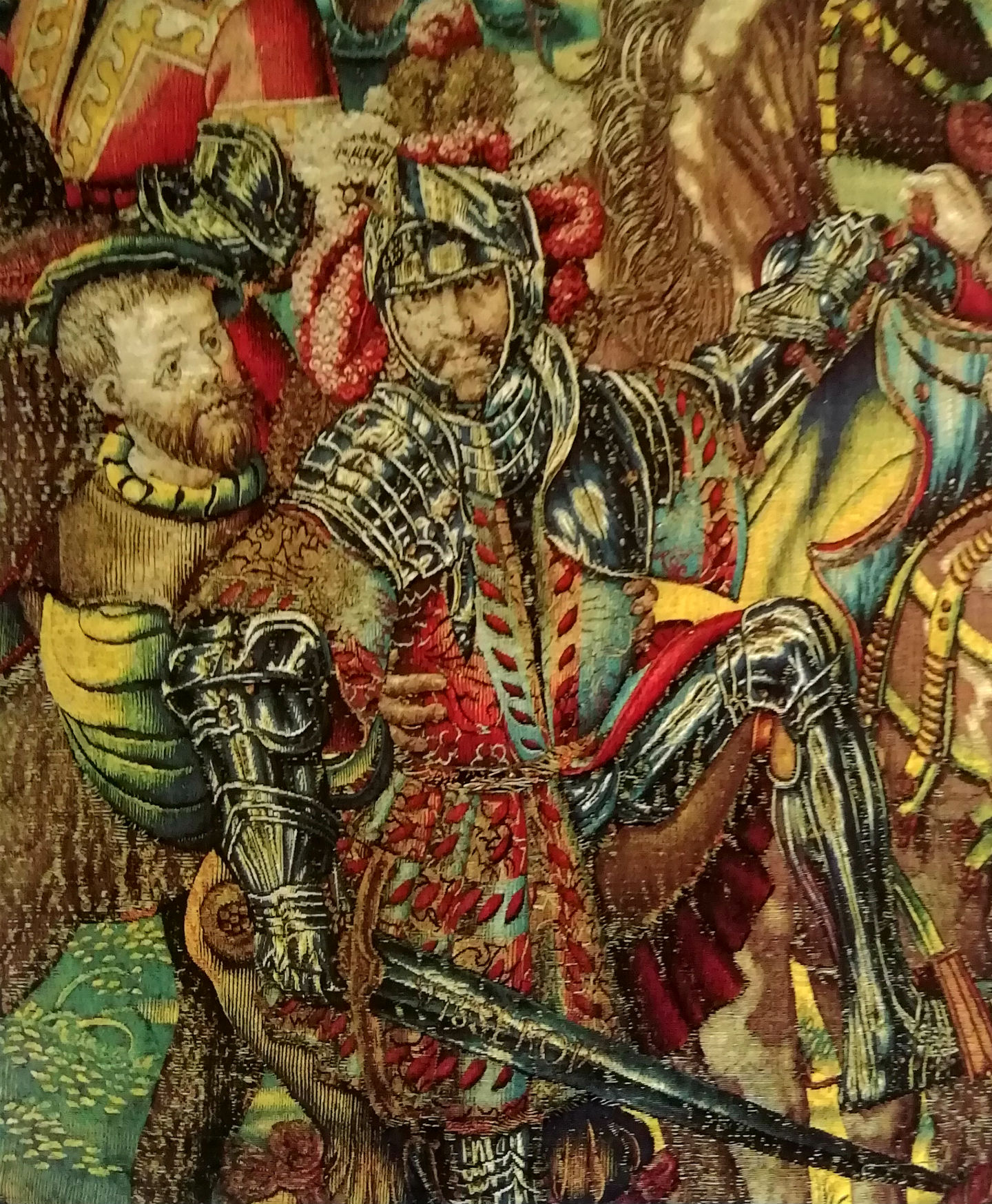
Carlo di Lannoy raffigurato negli Arazzi della battaglia di Pavia, Museo nazionale di Capodimonte, Napoli

Nel 1522 divenne viceré di Napoli, per volere di Carlo V che volle insediare nel Regno italiano un fiammingo come lui, dopo l'ultimo viceré spagnolo Raimondo de Cardona.
Già il giorno in cui prese possesso della carica, il 16 luglio, stabilì le nuove direttive per il governo del viceregno fissando due udienze settimanali, una con la nobiltà ed una con i rappresentanti del popolo, chiamando anche a raccolta coloro che avevano parteggiato per il sovrano aragonese Ferrante II.
L'improvvisa partenza per la Guerra di Lombardia (combatterà nella Battaglia di Pavia), nell'ottobre 1523, fece sì che un sostituto fosse nominato in sua vece: Andrea Carafa, conte di Santa Severina, il quale diede al popolo la custodia delle porte della città; alla morte di quest'ultimo il governo del viceregno passò nelle mani del Consiglio Collaterale retto da Giovanni Carafa, conte di Policastro.
Il tentativo di invasione francese spinse il Lannoy a rientrare a Napoli e il viceré si distinse per respingere gli attaccanti con la sua flotta prima di recarsi a Roma per trattare con Papa Clemente VII.

### Morte
Morì a Gaeta (secondo alcuni autori ad Aversa) nel 1527 e fu sepolto a Napoli nella cappella di famiglia a Monteoliveto.

## Discendenza
Sposò Françoise d’Entremont de Montbel, figlia del conte savoiardo Jacques II de Montbel.
Ebbero sei figli:
- Filippo (1514 – 1553), 2º principe di Sulmona e 1º conte di Venafro
- Maria (1519 - ?);
- Ferrante (? – 1579), 1º Duca di Boiano, Signore di Campochiaro;
- Giorgio, (? – post 1564), feudatario di Capriata, Zurlano, Santa Maria dell’Oliveto e Parete, 2º Duca di Boiano;
- Clemente, Barone di Prata, Signore di Pratella, Tino, Gallo e Maestrata;
- Margherita (? – 1524);
- Prospero (? – post 1571), combatté a Lepanto.

## Ascendenza
|                                                       |                              |                                                         | Genitori                                    |  |  | Nonni |  |  | Bisnonni                          |  |  | Trisnonni                           |  |
|                                                       |                              |                                                         |                                             |  |  |       |  |  | Jean de Lannoy, signore di Lannoy |  |  | Hugues de Lannoy, signore di Lannoy |  |
|                                                       |                              |                                                         |                                             |  |  |       |  |  | Jean de Lannoy, signore di Lannoy |  |  | Hugues de Lannoy, signore di Lannoy |  |
|                                                       |                              | Marie de Berlaymont                                     |                                             |  |  |       |  |  | Jean de Lannoy, signore di Lannoy |  |  |                                     |  |
| Antoine de Lannoy, signore di Mingoval                |                              |                                                         |                                             |  |  |       |  |  | Jean de Lannoy, signore di Lannoy |  |  |                                     |  |
|                                                       |                              | Jeanne de Croÿ                                          | Jean I de Croÿ, signore di Croÿ             |  |  |       |  |  |                                   |  |  |                                     |  |
|                                                       |                              | Jeanne de Croÿ                                          | Jean I de Croÿ, signore di Croÿ             |  |  |       |  |  |                                   |  |  |                                     |  |
|                                                       |                              | Jeanne de Croÿ                                          | Marie de Craon, signora di Thou-sur-Marne   |  |  |       |  |  |                                   |  |  |                                     |  |
| Jean de Lannoy, signore di Mingoval                   |                              | Jeanne de Croÿ                                          |                                             |  |  |       |  |  |                                   |  |  |                                     |  |
|                                                       |                              | Quentin de Ville, signore d'Audregnies                  | …                                           |  |  |       |  |  |                                   |  |  |                                     |  |
|                                                       |                              | Quentin de Ville, signore d'Audregnies                  | …                                           |  |  |       |  |  |                                   |  |  |                                     |  |
|                                                       |                              | Quentin de Ville, signore d'Audregnies                  | …                                           |  |  |       |  |  |                                   |  |  |                                     |  |
| Jeanne de Ville, signora di Senzeilles                |                              | Quentin de Ville, signore d'Audregnies                  |                                             |  |  |       |  |  |                                   |  |  |                                     |  |
|                                                       |                              | Jeanne de Senzeilles, signora d'Erquelines              | …                                           |  |  |       |  |  |                                   |  |  |                                     |  |
|                                                       |                              | Jeanne de Senzeilles, signora d'Erquelines              | …                                           |  |  |       |  |  |                                   |  |  |                                     |  |
|                                                       |                              | Jeanne de Senzeilles, signora d'Erquelines              | …                                           |  |  |       |  |  |                                   |  |  |                                     |  |
| Charles de Lannoy, I principe di Sulmona e Ortonamare |                              | Jeanne de Senzeilles, signora d'Erquelines              |                                             |  |  |       |  |  |                                   |  |  |                                     |  |
|                                                       | Othon II, signore di Lalaing | Nicolas III, signore di Lalaing                         |                                             |  |  |       |  |  |                                   |  |  |                                     |  |
|                                                       | Othon II, signore di Lalaing | Nicolas III, signore di Lalaing                         |                                             |  |  |       |  |  |                                   |  |  |                                     |  |
|                                                       | Othon II, signore di Lalaing | Isabeau de Montigny                                     |                                             |  |  |       |  |  |                                   |  |  |                                     |  |
| Simon VIII de Lalaing, signore di Montigny            | Othon II, signore di Lalaing |                                                         |                                             |  |  |       |  |  |                                   |  |  |                                     |  |
|                                                       |                              | Yolande de Barbancon, signora di Montigny-le-Christophe | Jean III de Barbancon, signore di Barbancon |  |  |       |  |  |                                   |  |  |                                     |  |
|                                                       |                              | Yolande de Barbancon, signora di Montigny-le-Christophe | Jean III de Barbancon, signore di Barbancon |  |  |       |  |  |                                   |  |  |                                     |  |
|                                                       |                              | Yolande de Barbancon, signora di Montigny-le-Christophe | Yolande de Lens                             |  |  |       |  |  |                                   |  |  |                                     |  |
| Philippote de Lalaing                                 |                              | Yolande de Barbancon, signora di Montigny-le-Christophe |                                             |  |  |       |  |  |                                   |  |  |                                     |  |
|                                                       |                              | Arnold VII de Gavre, signore di Chorisse                | Arnould VI de Grave, barone d'Escornaix     |  |  |       |  |  |                                   |  |  |                                     |  |
|                                                       |                              | Arnold VII de Gavre, signore di Chorisse                | Arnould VI de Grave, barone d'Escornaix     |  |  |       |  |  |                                   |  |  |                                     |  |
|                                                       |                              | Arnold VII de Gavre, signore di Chorisse                | Isabelle de Ghistelles                      |  |  |       |  |  |                                   |  |  |                                     |  |
| Jeanne de Gavre, signora di Brakel                    |                              | Arnold VII de Gavre, signore di Chorisse                |                                             |  |  |       |  |  |                                   |  |  |                                     |  |
|                                                       |                              | Marie d'Aumont                                          | Pierre d'Aumont, signore di Cramoisy        |  |  |       |  |  |                                   |  |  |                                     |  |
|                                                       |                              | Marie d'Aumont                                          | Pierre d'Aumont, signore di Cramoisy        |  |  |       |  |  |                                   |  |  |                                     |  |
|                                                       |                              | Marie d'Aumont                                          | Jeanne de Merles                            |  |  |       |  |  |                                   |  |  |                                     |  |
|                                                       |                              | Marie d'Aumont                                          |                                             |  |  |       |  |  |                                   |  |  |                                     |  |